# Itrana

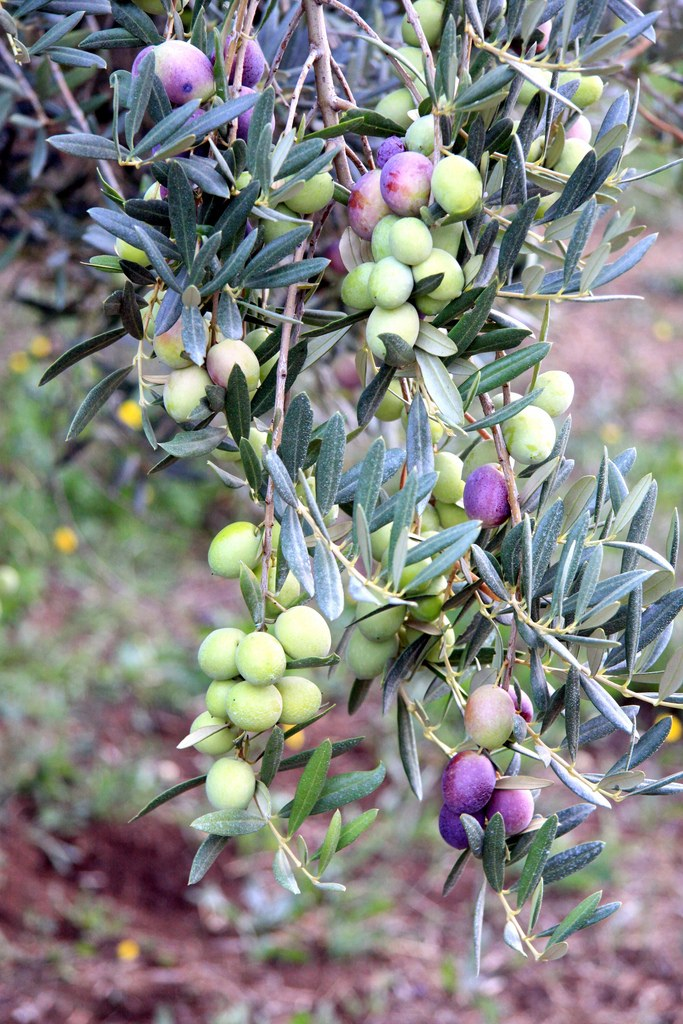
Loliva Itrana cultivée à Cecchina.

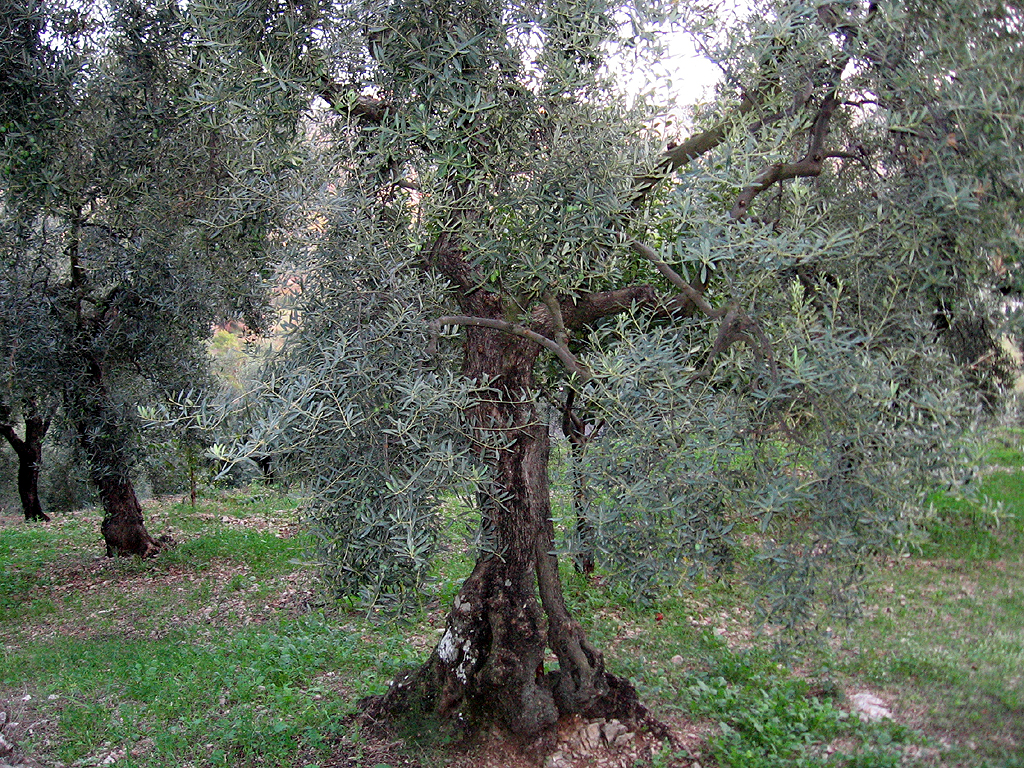
Exemplaire d'un olivier itrano.

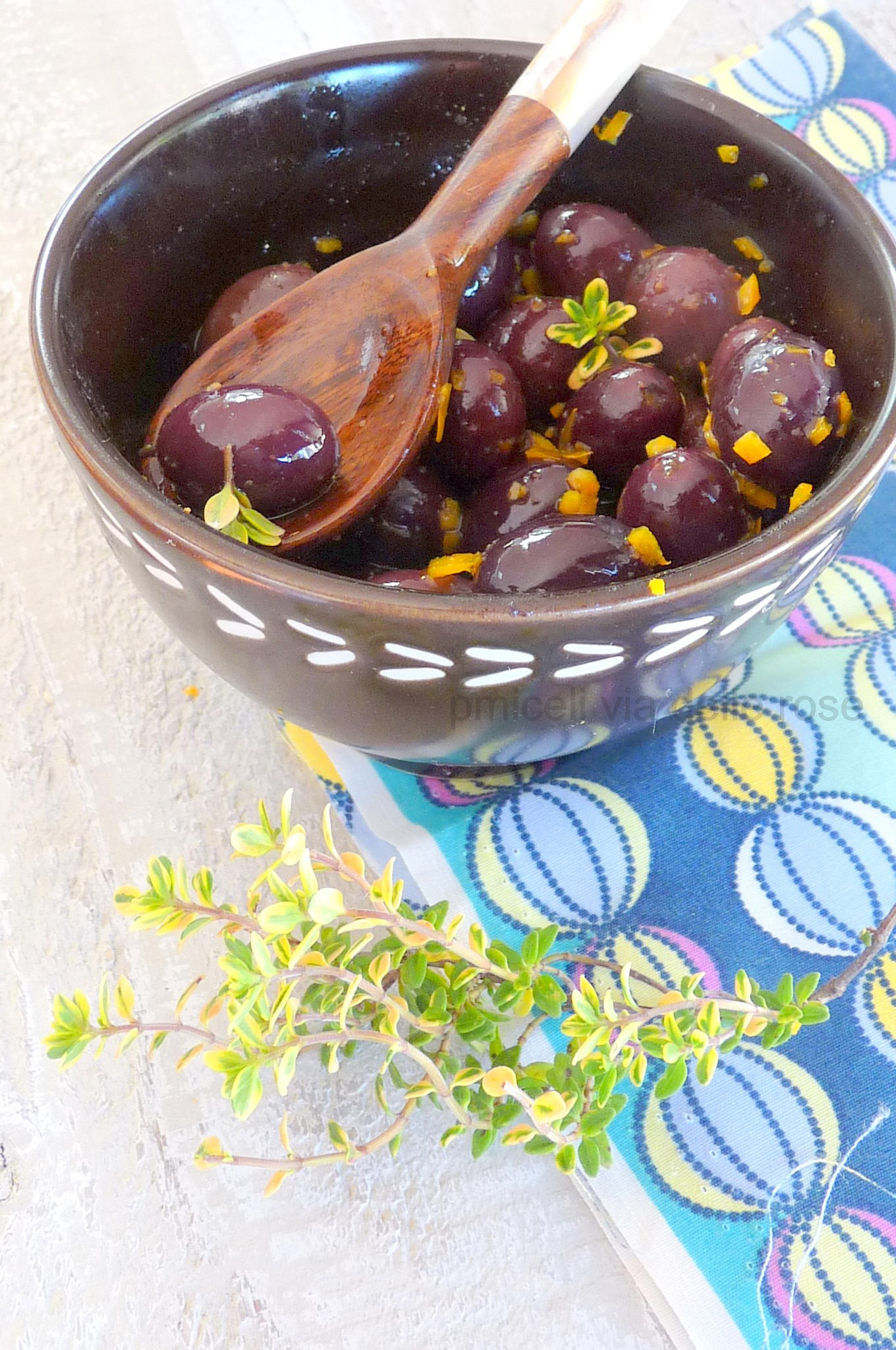
Olive di Gaeta au thym citron et orange.

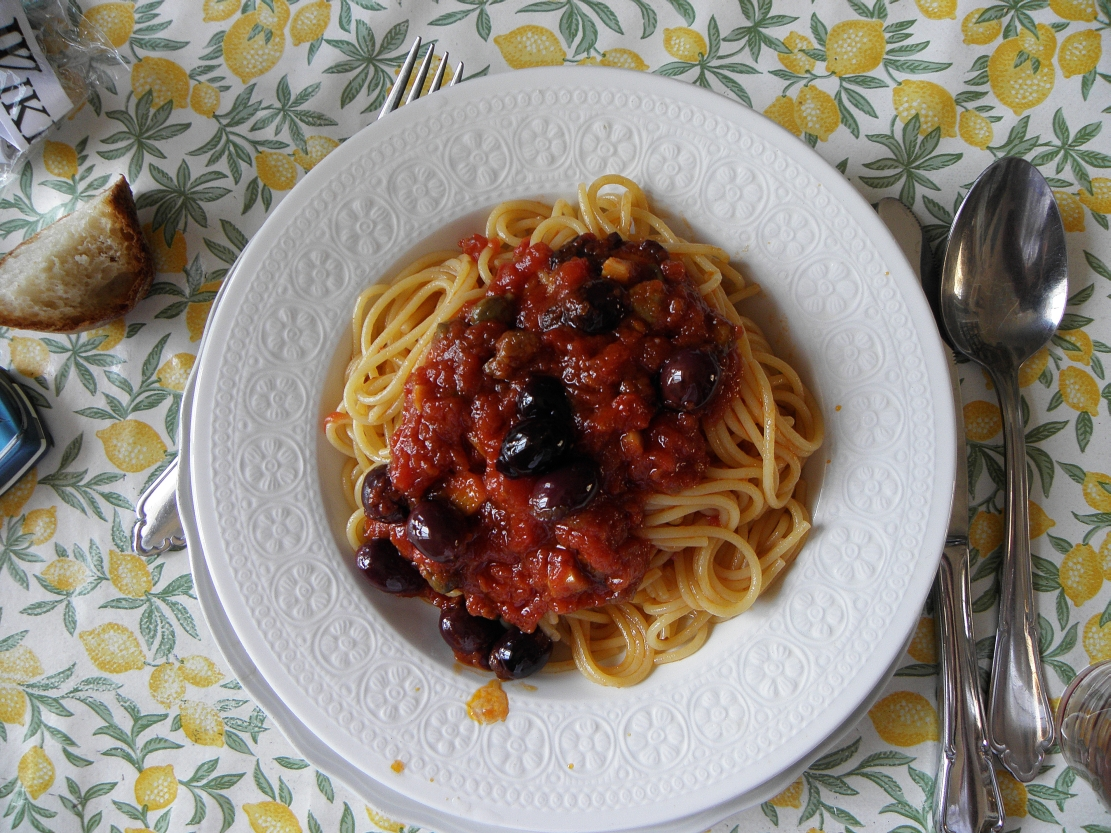
Oliva di Gaeta dans la recette des spaghetti alla puttanesca.

L'Itrana est un cultivar d'olive originaire et typique du Latium.

## Synonyme
Ses synonymes sont nombreux, les principaux sont «Oliva di Gaeta», «Trana», «Oliva Grossa» ou «Cicerone».

## Diffusion
Il est principalement diffusé en Italie et dans une moindre mesure dans d'autres pays tels l'Albanie, la Croatie, la Chine, la Serbie et Monténégro, la Slovénie, l'Argentine et l'Australie.
En Italie, c'est dans le Latium, notamment dans la province de Latina, que les oliveraies se distinguent depuis des siècles par une forte présence de cette variété (dans les oliveraies de la commune de Sonnino, la variété «Itrana» constitue 90 % du patrimoine végétal existant) : dans l'aire de production de l'huile extra vierge d'olive « Colline Pontine DOP », elle exerce une prédominance absolue avec 70 % des cultures, à elle seule.

## Caractéristique
C'est une variété d'olive utilisée aussi bien pour fabriquer de l'huile que pour être consommée sous forme d'olive de table.

### Huile d'olive
Présente dans une proportion de 50 % à 100 % dans l'huile d'olive « Colline Pontine », elle participe à son arôme fruité d'olive verte, avec un arrière-goût d'amande, une note originale d'herbe et typique de tomate verte. Lorsqu'elle est cultivée dans d'autres aires de production italiennes, la variété «Itrana» fournit un produit modifié autant dans sa composition acide et sa quantité de polyphénols que dans ses caractéristiques relatives à l'amertume et au piquant.

### Olive de table
Appréciée aussi depuis plusieurs siècles comme olive de table, elle est commercialisée sous l'appellation d'« oliva di Gaeta » (olive de Gaeta). En raison de véraison progressive, elle mûrit sur l'arbre et est récoltée tardivement. Et après un bain de saumure d'environ six mois, sa pulpe de couleur violacée conserve toujours de l'amertume et un arôme vineux. En cuisine, elle s'accommode très bien avec des viandes en sauce et est indispensable avec les spaghetti alla puttanesca. Une autre façon typique de la présenter à table est l'olive schiacciata (écrasée) ou bien dite appassita (déséchée au soleil).
L'oliva di Gaeta bénéficie du label de qualité italien : « Prodotto agroalimentare tradizionale » (produit agroalimentaire traditionnel).